# Famille Barbo
Pour les articles ayant des titres homophones, voir Barbaud, Barbeau, Barbot et Barbault.
 (mai 2015).
La famille Barbo, provenant de Parme ou de Pavie selon les versions, porta jadis le nom de Barbolano et Centranico. 

## Historique
Pietro Barbo, électeur du doge  Pierre Ziani en 1205 qui changea le nom de la famille.

## Personnalités
- Pietro Barbolano, élu doge de Venise puis déposé.
- Pietro Barbo, neveu d'Eugène IV, élu pape Paul II en 1454.
- Marc, évêque de Vicence et neveu de Paul II, créé cardinal par celui-ci.
- Luigi réforma toutes les congrégations de Saint-Benoît sur le modèle de Sainte-Justine à Padoue et fut créé évêque de Trévise.

## Armes

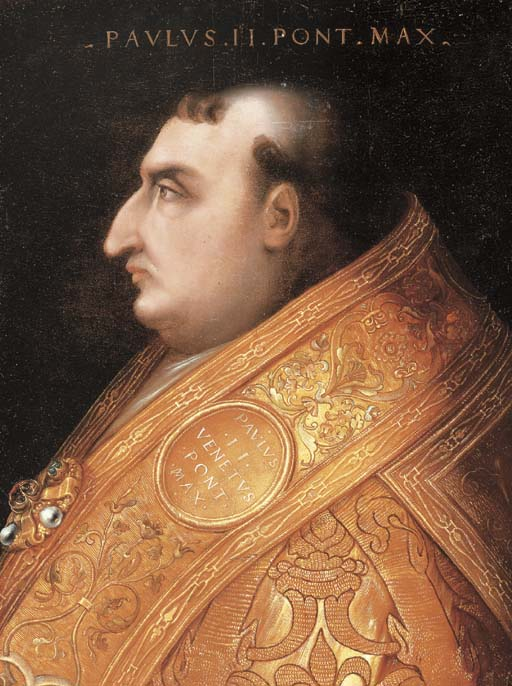
Pietro Barbo, alias Paul II

L'arme des Barbo se compose d'un lion d'or en champ d'azuret sur le tout une cotice d'argent.